# Петія
Петія (рум. Petia) — село у повіті Сучава в Румунії. Входить до складу комуни Бунешть.
Село розташоване на відстані 342 км на північ від Бухареста, 16 км на південь від Сучави, 103 км на північний захід від Ясс.

## Населення
За даними перепису населення 2002 року у селі проживали 840 осіб, усі — румуни. Усі жителі села рідною мовою назвали румунську.